# Bagnaia (Murlo)
Bagnaia (già Bagnaja) è una frazione del comune italiano di Murlo, nella provincia di Siena, in Toscana.

## Storia
Il toponimo Bagnaja deriva molto probabilmente dalla natura umida e palustre che il territorio possedeva, considerando che i cosiddetti piani di Filetta, a ridosso dei quali sorge il borgo, erano già conosciuti in epoca alto-medievale per la presenza di bagni termali – detti anche Bagni del Doccio o di Macereto – tant'è che furono utilizzati dall'imperatore Enrico VII negli ultimi giorni della sua vita.
Il borgo, di origine longobarda, era compreso nei territori che il castaldo regio Warnefrido destinò ai monaci di Sant'Eugenio. La chiesa di Bagnaja fu poi riconfermata agli stessi monaci con i diplomi del 1081 e del 1185 degli imperatori Enrico IV e Federico I.
Nel 1833 la frazione di Bagnaja contava 105 abitanti. Prima del 1848 faceva parte del comune di Sovicille.
Nel 1954 la storica tenuta di Bagnaia, di circa 1 100 ettari, venne acquistata dall'imprenditore Attilio Monti. Trasformata in albergo diffuso dalla figlia Marisa Monti Riffeser, è entrata nelle proprietà della "Curio Collection" della catena di hotel Hilton nel 2017.

## Monumenti e luoghi d'interesse
- Chiesa dei Santi Vincenzo e Anastasio[1][6]
- Tenuta di Bagnaia[7]
- Borgo di Filetta, con la chiesa di San Biagio[4]
- Castello di Frontignano[8]

## Cultura
Dal 2001 a Bagnaia si svolge Crescere tra le righe, convegno in cui i rappresentanti di testate giornalistiche italiane e internazionali dibattono dei temi dell'informazione con una platea di studenti di scuole medie e superiori italiane; l'evento è promosso e organizzato dall'Osservatorio permanente giovani editori.

## Sport
A Bagnaia ha sede il club Royal Golf la Bagnaia, fondato nel 2009, con un vasto campo da golf da 18 buche inaugurato nel 2012 e progettato dall'architetto Robert Trent Jones Jr.